# غوشنة صلبة
غوشنة صلبة (الاسم العلمي: Morchella rigida) هي نوع من الفطريات يتبع جنس الغوشنة من الفصيلة الغوشنية.